# Eugenio Montejo
Eugenio Montejo   (Caracas, 19 d'octubre de 1938 - Valencia, 5 de juny de 2008) nom de ploma d'Eugenio Hernández Álvarez, fou un poeta, assagista i narrador veneçolà, guardonat amb el Premi Octavio Paz de Poesía y Ensayo l'any 2004. Va ser un dels poetes veneçolans de major transcendència del segle xx. Va pertànyer a la generació poètica de 1958, juntament amb Rafael Cadenas, Guillermo Sucre o Ramón Palomares. Va morir en 2008, víctima d'un càncer.

## Obres

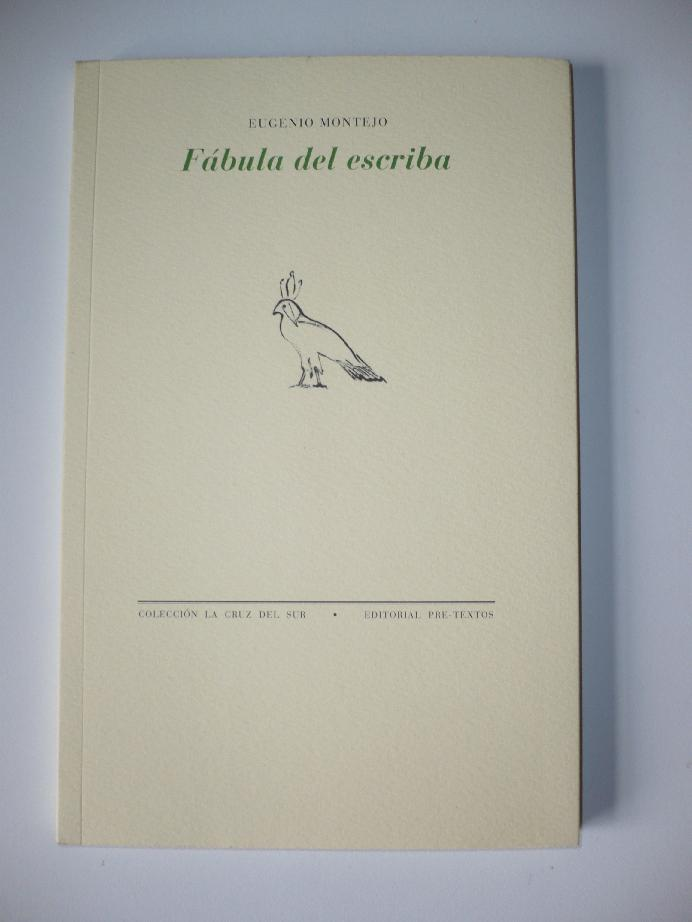
Portada del llibre Fábula del escriba.

- Elegos (1967)
- Muerte y memoria (1972)
- Algunas palabras (1977)
- Terredad (1978)
- Trópico absoluto (1982)
- Alfabeto del mundo (1986)
- Adiós al Siglo XX (1992)
- Chamario (2003, per a nens)
- Fábula del escriba (2006)

## Assaigs
- La ventana oblicua (1974)
- El cuaderno de Blas Coll (1981)
- El taller blanco (1983)